# Volo Airlink 8911
Il volo Airlink 8911 era un volo di riposizionamento dall'aeroporto Internazionale di Durban all'aeroporto di Pietermaritzburg, in Sudafrica, che si schiantò il 24 settembre 2009 vicino alla Merebank Secondary School, a Durban, poco dopo il decollo, ferendo i tre occupanti dell'aereo e uno a terra. Il comandante del volo morì poi il 7 ottobre successivo per le ferite riportate.

## Contesto
Il volo era un volo di riposizionamento da Durban a Pietermaritzburg, senza passeggeri. I tre membri dell'equipaggio erano il comandante Allister Freeman, il primo ufficiale Sonja Bierman e un'assistente di volo. Il comandante era stato precedentemente coinvolto in un incidente in cui il Britten-Norman BN-2 Islander che stava pilotando aveva subito un'avaria al motore e si era schiantato contro una casa a Durban. Tutte le sei persone a bordo erano sopravvissute.
L'aereo, un BAe Jetstream 41 di Airlink con immatricolazione ZS-NRM, era stato dirottato a Durban da Pietermaritzburg la sera precedente, a causa del maltempo.

## L'incidente
Il 24 settembre 2009, intorno alle 08:00 ora locale (06:00 UTC), il volo partì dall'aeroporto Internazionale di Durban. Poco dopo il decollo, l'equipaggio segnalò una perdita di potenza del motore e fumo dalla parte posteriore del velivolo e dichiarò un'emergenza. I testimoni riferirono che il velivolo volava a un'altitudine insolitamente bassa e che il pilota stava cercando di atterrare in un terreno libero che circondava la Merebank Secondary School a circa 400 metri dalla soglia della pista 24 dell'aeroporto di Durban. Il giorno dell'incidente la scuola era chiusa perché era l'Heritage Day, una festività pubblica. Il pilota atterrò sul campo sportivo della scuola, evitando di colpire le vicine proprietà residenziali; il velivolo si ruppe in tre pezzi nell'impatto.
I soccorritori arrivarono sul posto poco dopo l'incidente ed estrassero i tre membri dell'equipaggio dal relitto utilizzando strumenti di salvataggio idraulici. Il comandante venne aerotrasportato all'ospedale St. Augustine alle 11:00 ora locale (09:00 UTC) in condizioni critiche; il primo ufficiale e l'assistente di volo, gravemente feriti, vennero trasportati in altri ospedali vicini. Un addetto alla pulizia delle strade nel perimetro della scuola venne colpito dai pezzo dell'aereo e fu medicato anch'egli in ospedale. Il comandante morì per le ferite riportate il 7 ottobre 2009.

## Le indagini
Sulla scena dell'incidente vennero inviati gli investigatori dell'Autorità sudafricana per l'aviazione civile (CAA), che condussero un'indagine in loco per determinare le possibili cause dell'incidente. Il registratore dei dati di volo e il registratore vocale della cabina di pilotaggio furono recuperati e utilizzati nell'indagine. British Aerospace, il costruttore del velivolo, inviò un team di esperti tecnici per assistere nell'indagine qualora fosse stato richiesto dalla CAA.
Il 9 ottobre 2009, la CAA emise un comunicato stampa in cui chiedeva l'aiuto del pubblico per trovare un tappo di un cuscinetto di uno dei motori. Il tappo, che potrebbe essersi separato dal motore durante il decollo, non era stato trovato né sul luogo dell'incidente né in aeroporto.
Il 23 dicembre 2009, la CAA rilasciò il seguente comunicato stampa: "Nel caso dell'incidente di FADN (Merebank) la causa iniziale sembra essere quella di un guasto al motore durante il decollo, che alla fine è sfociato in un incidente quando il coinvolgimento del fattore umano ha portato allo spegnimento del motore sbagliato. Questo tipo di guasto al motore si è già verificato in passato e la causa è nota al costruttore".
Nel 2011, la CAA pubblicò il rapporto finale sull'incidente. Il motore destro si era guastato durante la rotazione a causa della separazione della piastra di tenuta della turbina e l'equipaggio aveva gestito male la situazione; il primo ufficiale Bierman aveva identificato correttamente il motore destro, ma il comandante Freeman aveva accidentalmente messo in bandiera il motore sinistro ancora funzionante, rendendo "inevitabile" l'atterraggio forzato.